# Арнор Смарасон
Арнор Смарасон (исл. Arnór Smárason; 7 сентября 1988, Акранес) — исландский футболист, полузащитник и нападающий шведского «Хаммарбю» и сборной Исландии.

## Клубная карьера
Арнор родился в Акранесе, Исландия. Ещё в молодом возрасте, вместе с кузеном Петуром Петурссоном он приехал в Нидерланды, где стал играть в молодёжной команде «Херенвена».
В чемпионате Нидерландов Арнор дебютировал 16 февраля 2008 года в матче против «Хераклеса» из Алмело, Арнор появился на замену в самом конце матча вместо Роя Беренса, в итоге его команда сыграла в гостях вничью 2:2. В дебютном сезоне Арнор сыграл только в двух матчах чемпионата. Свой первый гол за «Херенвен» он забил 19 октября 2008 года в ворота керкрадской «Роды», благодаря забитому им мячу, его команда смогла уйти от поражения и сыграть вничью 2:2. Главный тренер «Херенвена», норвежец Тронн Солльед, использовал Арнора в сезоне 2008/09 на позиции левого полузащитника, Арнор провёл в чемпионате 21 матч и забил 5 мячей, а также отдал одну результативную передачу. Помимо этого Арнор стал обладателем кубка Нидерландов, но в финальном матче участия не принимал. После отставки Тронда Солльеда в сентябре 2009 года Арнор лишился игровой практики и в сезоне 2009/10 провёл лишь 2 матча, причём оба раза вышел на замену.
7 июня 2010 года перешёл в «Эсбьерг», контракт рассчитан на 3 года, стоимость трансфера была нулевой. Дебютировал в чемпионате Дании 16 июля 2010 года в матче против «Оденсе». Свой первый гол за «Эсбьерг» забил 28 августа 2010 года в ворота «Силькеборга».
В конце февраля 2015 года в последний день трансферного периода в РФПЛ исландский форвард перешёл в аренду в московское «Торпедо», где будет выступать до 30 июня 2015 года. 15 марта в Раменском против «Зенита» в своём дебютном матче Смарасон в добавленное ко второму тайму время забил гол через себя и помог, таким образом, «Торпедо» набрать очки в этом матче.

## Международная карьера
Арнор вызывался в юношеские и молодёжную сборные Исландии. В главной национальной команде Арнор дебютировал в товарищеском матче против Уэльса в мае 2008 года, а свой первый гол в составе сборной он забил в испанской Ла-Манге 11 февраля 2009 года, когда открыл счёт в товарищеском матче со сборной Лихтенштейна (игра завершилась победой его команды со счётом 2:0).

## Достижения
- Обладатель Кубка Дании: 2012/13